# Neoklasicizam
Neoklasicizam (o grčkog: νέος nèos-"novi" i κλασσικός klassikòs-"klasičan") je naziv za pokret u likovnoj umjetnosti, književnosti, kazalištu, glazbi i arhitekturi u Zapadnom svijetu, koji je crpio inspiraciju iz "klasične" umjetnosti Antičke Grčke i Starog Rima. Neoklasicizam je rođen u Rimu sredinom 1700-ih, ali njegova je popularnost vrlo brzo rasla diljem Europe, nakon što je generacija europskih studenata likovnih umjetnosti završila svoj Grand Tour u Italiji i vratila se u matične zemlje s ponovo otkrivenim grčko-rimskim idealima. Pokret neoklasicizma uvelike se preklopio s prosvjetiteljstvom u 18. stoljeće i trajao je do ranog 19. stoljeće, te je pri kraju ušao u konkurenciju s romantizmom. Ovaj se stil u arhitekturi nastavio kroz cijelo 19., 20., sve do 21. stoljeća.

## Pregled
Neoklasicizam je ponovno oživljenje stilova i duha klasične antike direktno inspirirano samim antičkim periodom, koja se podudarala i koja je reflektirala nova saznanja u filozofiji i drugim područjima tokom prosvjetiteljstva. Započeo je kao reakcija na pretjeranost prethodnog rokoko stila. Iako se ovaj pokret često opisuje kao suprotnost periodu romantizma, to je pretjerano pojednostavljenje i kao teza postaje neobranjivo ako se analiziraju različiti autori i njihova djela. Posebno je vidljivo na primjeru glavnog predstavnika kasnog neoklasicizma Jeana-Augustea-Dominiquea Ingresa. Buđenje interesa za antičku umjetnost može se povezati s osnivanjem formalne arheologije kao znanstvene discipline.
Književna djela Johanna Joachima Winckelmanna bila su vrlo važna za oblikovanje ovog pokreta kako u arhitekturi, tako i u likovnoj umjetnosti. Njegove knjige, Gedanken über die Nachahmung der griechischen Werke in der Malerei und Bildhauerkunst ("Razmišljanja o oponašanju grčkih djela u arhitekturi i slikarstvu i kiparstvu", 1750.) i Geschichte der Kunst des Alterthums ("Povijest antičke umjetnosti", 1764.) bile su prve u kojima se navodila jasna razlika između antičke grčke i starorimske umjetnosti, u kojima su se definirali periodi unutar starogrčke umjetnosti i gdje je opisan put od razvoja do zrelosti grčke umjetnosti potom do imitiranja ili dekadencije koja nastavlja imati posljedice do današnjih dana. Winckelmann je vjerovao da umjetnost mora stremiti ka "plemenitoj jednostavnosti i mirnoj veličanstvenosti", i veličao je idealizam grčke umjetnosti u kojoj, prema njegovim riječima, možemo naći: "ne samo prirodu u svojoj ljepoti već nešto više od prirode, naime određene idealne forme njene ljepote, koje, kako nas antički filozof Platon uči, dolaze iz slika stvorenih samim umom." Teorija nije bila ništa novo u zapadnoj umjetnosti. Naglasak na striktnom kopiranju grčkih antičkih modela je prema njegovom mišljenju: "Jedini put za sve nas da postanemo veliki ili ako je moguće jedinstveni".
S pojavom običaja Grand Toura, započela je i moda sakupljanja antičkih umjetnina što je bilo temelj formiranja mnogih velikih kolekcija koje su proširile neoklasični preporod diljem Europe. "Neoklasicizam" u svakoj umjetnosti implicira specifičan kanon "klasičnog" modela.
Pojam "neoklasicizam" se primarno koristi u području likovnih umjetnosti. Sličan pokret u engleskoj književnosti počeo je bitno ranije i naziva se augustanska književnost i dominirala je nekoliko desetljeća, te počela propadati baš u vrijeme kad je neoklasicizam u likovnoj umjetnosti postao popularan. Iako različito po terminologiji i stanje u francuskoj književnosti bilo je vrlo slično. U ovom je periodu u glazbi došlo do razvoja klasične glazbe što je nastavljeno sve do 20. stoljeća. Opere Christopha Willibalda Glucka, međutim predstavljaju tipičan neoklasični pristup, objašnjen u predgovoru opere Alceste (1769.), koji ima za cilj reformu opere putem uklanjanja ornamentacije u muzici i povećanja uloge zbora u skladu s grčkom tragedijom i korištenjem jednostavnijih nekićenih muzičkih motiva.
Pojam "neoklasičan" skovan je otprilike sredinom 19. stoljeća i u to je doba opisivan u terminima "istinskog stila", "reformiranog" i "oživljenog", s tim da je značajno variralo ono što se smatralo "oživljenim". Antički modeli su sigurno bili vrlo prisutni, ali stil se može smatrati i oživljenjem renesanse, a posebno u Francuskoj i povratkom na stroži i plemenitiji barok iz doba Luja XIV. za kojim se razvila znatna nostalgija nakon što je francuska politička i vojna pozicija ozbiljno počela slabiti. Ingresov portret krunidbe Napoleona je čak posuđen iz kasnoantičkog konzularnog diptiha i karolinške umjetnosti na opće neodobravanje kritike.
Neoklasicizam je bio najjače definiran u arhitekturi, kiparstvu i dekorativnim umjetnostima, gdje su klasični modeli u istom medijumu bili relativno brojni i dostupni. Primjeri antičkog slikarstva koji prikazuju kvalitete opisane Winckelmannovim djelima u vezi kiparstva ne postoje. Winckelmann je bio jedan od autora koji je širio znanje o prvim velikim rimskim slikama otkrivenim u Pompejima i Herculaneumu i, kao većina suvremenika osim Gavina Hamiltona, nije bio njima impresioniran, te je citirao komentare Plinija Mlađeg o propadanju slikarstva tog perioda.
Europski neoklasicizam u likovnoj umjetnosti započinje oko 1760. kao reakcija na tada dominantni barok i rokoko. Arhitektura rokokoa naglašavala je gracioznost, ukrašavanje i asimetriju, dok se neoklasična arhitektura temelji na principima jednostavnosti i simetrije, doživljavane kao vrline umjetnosti Antičkog Rima i Antičke Grčke i direktno preuzete iz renesanse. Svaki "neo"- klasicizam izabire neke od modela u cijelom spektru mogućih klasika na raspolaganju i zanemaruje druge. Neoklasični pisci i govornici, patroni i kolekcionari, slikari i kipari od 1765. – 1830. odavali su počast idejama generacije Fidije ali primjeri skulptura koje su prigrlili su više bile rimske kopije helenističkih djela. Oni su zanemarivali umjetnost arhajskog grčkog perioda i djela kasne antike. Otkrivena "rokoko" umjetnost antičke Palmire kroz Woodove grafike The Ruins of Palmyra došle su kao otkrivenje. Čak je i sama Grčka bila malo posjećena zbog njezine teritorijalne pripadnosti Osmanskom Carstvu, tako da se neoklasicističko divljenje grčkoj arhitekturi zbivalo putem crteža i grafika, što je suptilno često i nesvjesno izgladilo i uredilo, "ispravilo" i "restauriralo" grčke spomenike. 
Što se slikarstva tiče, grčko je slikarstvo potpuno izgubljeno, stoga su ga neoklasični slikari pokušali oživjeti, djelomično kroz niski reljef, mozaik i oslikane vaze, djelomično kroz primjere slikarstva i dekoracije visoke renesanse Rafaelove generacije, kroz Neronovu Domus Aurea, kroz Pompeje i Herkulaneum i kroz ponovljeni interes za Nicolasa Poussina. Mnoge "neoklasične" slike čine jače klasičnim svoje likove od bilo koje druge epohe. Oštra polemika u vezi zasluga grčke i rimske umjetnosti vodila se desetljećma, s Winckelmannom i njegovim helenistima uglavnom na pobjedničkoj strani.

## Slikarstvo i grafika
Teško je ponovo prikazati radikalnu i uzbudljivu prirodu ranog neoklasičnog slikarstva suvremenoj publici; sada se i njemu naklonjenim piscima on doima kao "neukusan" i "nama gotovo potpuno nezanimljiv" — neki od komentara Kennetha Clarka o ambicioznom djelu Parnassus u Villi Albani autora Antona Raphaela Mengsa, umjetnika kojeg je njegov prijatelj Winckelmann opisao kao "najvećeg umjetnika vlastitog, a možda i kasnijih vremena". Crteži Johna Flaxmana, kasnije pretvoreni u tisak, upotrebljavali su vrlo jednostavno crtanje linija (smatrano najčišćim klasičnim medijem) i likove uglavnom u profilu kako bi prikazali Odiseju i ostale teme, i nekada su "uspaljivali umjetničku mladež Europe", ali su sada "zanemareni", dok povijesne slike Angelice Kauffmann, uglavnom portretiskinje, Fritz Novotny opisuje kao da posjeduju "zanosnu mekost i monotoniju". Lakomislenost rokokoa i barokni pokret oduzeti su, ali su se mnogi umjetnici mučili smjestiti bilo što na njihovo mjesto, a u odsustvu antičkih primjera za povijesne slike, osim grčkih vaza koje je koristio Flaxman, običavalo se koristiti Rafaela kao zamjenskog modela, kao što je preporučivao Winckelmann.
Djela drugih umjetnika, koja se ne bi lako mogla opisati kao neukusna, spajala su aspekte romantizma s generalno neoklasičnim stilom i formiraju dio povijesti oba poketa. Njemačko-danski slikar Asmus Jacob Carstens završio je vrlo malo velikih mitoloških djela koja je planirao, ostavivši većinom crteže i studije u boji koje su obično uspijevale dostići Winckelmannov propis "otmjene jednostavnosti i mirne raskoši". Za razliku od Carstensovih neostvarenih planova, bakropisi Giovannija Battiste Piranesija bili su brojni i unosni, i vraćeni od strane onih koji su išli na Grand Tour u sve dijelove Europe. Njegova glavna tema bile su građevine i ruševine Rima i više ga je stimuliralo antičko nego moderno. Pomalo uznemirujuća atmosfera mnogih njegovih Veduta (pogleda) postala je dominantna u njegovoj seriji od 16 grafika Carceri d'Invenzione ("Zamišljeni zatvori"), čija "ugnjetavačka kiklopska arhitektura" prenosi "snove straha i frustracije". Rođen u Švicarskoj, Johann Heinrich Füssli je proveo većinu svoje karijere u Engleskoj, i, dok se njegov temeljni stil zasnivao na neoklasičkim principima, njegove teme i tretiranje istih češće je odražavalo "gotičku" nit romantizma i nastojalo prizvati dramu i uzbuđenje.
Neoklasicizam u slikarstvu zadobio je novi osjećaj pravca sa senzacionalnim uspjehom Zakletve Horacijeve autora Jacques-Louis Davida u Pariškom salonu 1785. Unatoč njegovom dozivanju republikanskih vrijednosti, to je djelo naručeno od strane kraljevske vlade, od koje je David insistirao da sliku naslika u Rimu. David je uspio kombinirati idealistički stil s dramom i energičnošću. Središnja perspektiva okomita na površinu slike, učinjena je empatičnijom mutnim nadsvođenim prolazom u pozadini, nasuprot kojeg su herojski likovi izbačeni kao u frizu, s nagovještajem umjetnog osvjetljenja i uprizorenja opere, i klasičnim bojenjem Nicolasa Poussina. David je ubrzo postao vođa francuskog slikarstva, a nakon francuske revolucije postao je političar s kontrolom velikog dijela državnog pokroviteljstva u umjetnosti. Uspio je održati svoj utjecaj u napoleonskom periodu, okrenuvši se iskreno propagandnim djelima, ali je morao napustiti Francusku za egzil u Bruxellesu nakon burbonske restauracije.
U Davidove mnogobrojne studente spadao je Jean-Auguste-Dominique Ingres, koji je sebe kroz svoju dugu karijeru vidio kao klasičara, unatoč zrelom stilu koji ima dvomislenu vezu s glavnom strujom neoklasicizma i mnogim kasnijim diverzijama u orijentalizam i trubadurski stil koje je teško razlikovati od onih stvorenih od strane njegovih besramno romantičkih suvremenika, osim po prvenstvu koje njegova djela uvijek daju crtanju. Izlagao je u Salonu preko 60 godina, od 1802. do početaka impresionizma, ali njegov stil, jednom formiran, malo se mijenjao.
- Fantastični prikaz Vie Appie; Giovanni Battista Piranesi, bakropis iz 1756.
- Angelica Kauffmann, Venera potiče Helenu da se zaljubi u Parisa, ulje na platnu 1790.
- Asmus Jacob Carstens, Noć i njena djeca, San i Smrt, crni ugljen na papiru 745 x 985 cm, 1794.
- Ingres, neoklasicistička verzija, Edipa i Sfinge, ulje na platnu 1808.

## Kiparstvo
Ako je neoklasično slikarstvo trpjelo od nedostatka antičkih modela, neoklasično je kiparstvo pak imalo višak modela. Iako su primjeri grčke skulpture "klasičnog perioda" s početkom oko 500. godine pr. Kr. vrlo rijetki, većina modela su u biti starorimske kopije. Vodeći neoklasični kipari uživali su u svoje vrijeme vrlo visoku reputaciju, ali su danas nešto manje cijenjeni. Izuzetak je Jean-Antoine Houdon čija su dijela uglavnom portreti, vrlo često biste. On ne želi žrtvovati prikaz karaktera i osobnosti ličnosti koju prikazuje zbog klasičnog idealizma. Njegov je stil u nastavku karijere postajao sve više klasičan i predstavlja uglavnom postupnu progresiju od rokoko šarma u neoklasično dostojanstvo. Za razliku od mnogih drugih neoklasičnih kipara koji su često tjerali svoje sestre da poziraju u "starorimskoj" nošnji ili gole, on nije inzistirao u traženju ženskih modela za svoja djela. Houdon je portretirao većinu velikih ličnosti prosvjetiteljstva i za svog boravka u SAD-u izradio statue Georgea Washingtona, te biste Thomasa Jeffersona, Benjamina Franklina i drugih značajnih političara nove repubilke.
Dvoje najznačajnijih skulptora neoklasicizma Antonio Canova i Danac Bertel Thorvaldsen živjeli su i radili u Rimu i stvorili su mnoga ambiciozna djela velikih dimenzija. Obojica su imala tendenciju jakog idealiziranja figura tipičnu za neoklasisicističko kiparstvo. Canovina djela zrače lakoćom i gracioznošću, dok su Thorvaldsenova puno stroža. Razlika je evidentna u njihovim prikazima Tri Gracije. Obojica su još uvijek bila aktivna u 1820-ima, a pošto je romantizam vrlo sporo mijenjao trendove u skulpturi, neoklasicistički prikaz ostaje dominantan kroz cijelo 19. stoljeće.
Rani neoklasicistički kipari bili su i Šveđanin Johan Tobias Sergel. i John Flaxman, koji se bavio druglim likovnim tehnikama. Flaxman je stvorio brojne neoklasične reljefe, stilom vrlo slične njegovim grafikama, a nekoliko se godina bavio osmišljavanjem i modeliranjem neoklasične keramike za Josiaha Wedgwooda. Johann Gottfried Schadow i njegov sin Rudolph, jedan od rijetkih neoklasičnih kipara koji su umrli mladi, bili su vodeći njemački kipari, zajedno s Franzom Antonom von Zaunerom u Austriji. Kasnobarokni austrijski kipar Franz Xaver Messerschmidt okrenuo se neoklasicizmu sredinom svoje karijere, kratko prije jakog psihološkog poremećaja od kojeg je patio, nakon kojeg se usmjerava na stvaranje vrlo karakterističnih "karakternih glava", ćelavih likova s ekstremnim ekspresijama lica. Kao i Piranesijevi Carceri, ove "karakterne glave" doživljavaju velik preporod i izazivaju jak interes u doba eksplozije psihoanalize u ranom 20. vijeku. Nizozemski neoklasični kipar Mathieu Kessels učio je i radio s Thorvaldsenom gotovo cijelo vrijeme u Rimu.
Prije 1830-ih Sjedinjene Američke Države nisu imale vlastitu tradiciju kiparstva, osim ukrašavanja grobnih spomenika, vjetrokaza i ukrašavanja pramaca brodova. Počelo se s izgradnjom kiparske tradicije prema europskom neoklasičnom modelu, a najznačajnija djela američkog neoklasičnog perioda su djela Horatia Greenougha, Hirama Powersa, Randolpha Rogersa i Williama Henryja Rineharta.
- Faun koji se odmara, 1770., Johan Tobias Sergel
- Voltaire, Jeana-Antoinea Houdona, 1778., jedna od mnogih različitih verzija.
- Spomentik Koperniku,  Bertela Thorvaldsena, Varšava
- Le triomphe de 1810, Jean-Pierre Cortot, sa Arc de triomphe
- Heraklo i Diomedovi konji, Johann Gottfried Schadow, studija za slavoluk Brandenburških vrata
- Diskobolos se priprema za bacanje, Mathieu Kessels, Chatsworth House
- jedna od  "karakternih glava", Franza Xavera Messerschmidta
- Nidija, Randolph Rogers, 1859.

## Arhitektura i dekorativna umjetnost
Utjecaj neoklasicizma najprije se proširio u Engleskoj i Francuskoj, preko generacije francuskih studenata umjetnosti školovanih u Rimu i pod utjecajem Winckelmannovih djela, te je brzo prihvaćen u progresivnim krugovima drugih zemalja kao npr. u Švedskoj i Rusiji. U početku se klasicistički dekor nadodavao ustaljenim ukrasnim formama u Europi onog doba. Karakterističan primjer je interijer za grofa Grigorija Orlova, ljubavnika Katarine Velike, kojeg je osmislio talijanski arhitekt s grupom talijanskih stuccadora: samo su pojedinačni ovalni medaljoni slični kameima i ukrasni reljefi iznad vratiju u neoklasičnom stilu, dok su ostali ukrasi bili u punom talijanskom rokokou.
Drugi val neoklasicizma, puno stroži, unaprijed osmišljen i isprojektiran (kroz medijum grafike) i svjesnije inspiriran arheologijom, pojavljuje se s usponom Napoleona Bonapartea. U Francuskoj se prva faza neoklasicizma označava pojmom "stil Luja XVI.", a druga faza pojmovima "Directoire" ili Ampir. Rokoko ostaje popularan u Italiji sve dok napoleonov režim nije sa sobom donio i novi "arheološki" klasicizam, kojeg su odmah prihvatili mladi, progresivni i urbani djelovi talijanskog stanovništva s republikanskim sklonostima.
U dekorativnoj umjetnosti, najbolji primjeri neoklasicizma su namještaj u stilu ampir proizveden u Parizu, Londonu, New Yorku i Berlinu; namještaj biedermeier izrađen u Austriji, u muzejima Karla Friedricha Schinkela u Berlinu, John Soaneova Bank of England u Londonu i novoizgrađeni "Kapitol" u Washingtonu, kao i Wedgwoodovi niski reljefi i vaze u "crnom bazaltu". Neoklasicizam je međunarodni stil, škotski arhitekt Charles Cameron je npr. stvorio palatinski "talijanski" interijer za Katarinu Veliku njemačkog podrijetla, u ruskom Sankt Peterburgu.
U unutrašnjosti građevina, neoklasicizam ponovo otkriva istinski klasični interijer, inspiriran otkrićem Pompeja i Herculaneuma. Proces započinje u kasnim 1740-ima, ali dolazi do široke publike u 1760-ima, s objavljivanjem prvih raskošno ilustriranih svezaka djela Le Antichità di Ercolano ("Starine Herculaneuma"). Ovo djelo otkriva da su i najklasičniji interijeri baroka, i "najrimskije" sobe Williama Kenta bile utemeljene na elementima vanjske arhitekture antičkih bazilika i hramova jednostavno preslikanim u unutrašnjost, što je razlog često bombastičnog izgleda u modernim očima: prozorni okviri sa zabatom preneseni na pozlaćena ogledala i kamine s frontama u obliku antičkih hramova. Novi interijer inspiriran otkrićem Pompeja i Herculaneuma nastojao je oživjeti autentično rimski i izvorno interijerstički izražaj. Nove tehnike obuhvaćale su plošnije i laganije motive oblikovane u niskom reljefu sličnom onima na frizevima, zidne slike u izoliranim medaljonima sličnim kameu (en camaïeu), slike vaza, poprsja, bukranija ili drugih motiva, obješenima na svežnjeve lovora ili vrpce, s vitkim arabeskama nasuprot pozadine, sve u blijedim ili "pompejansko crvenim" ili zemljanim bojama. Stil u Francuskoj bio je izvorno pariški stil, Goût grec ("grčki stil"), nikako dvorski stil. Za dolaska Luja XVI na prijestolje 1774., njegova supruga Marija Antoaneta prihvatila je ovaj stil i uvela ga na dvor, koji tada postaje "stil Luja XVI.". Međutim, nije bilo istinskih pokušaja upotrebe bazičnih formi rimskog namještaja do otprilike prijelaza stoljeća, a majstori izrade namještaja radije su kopirali od antičke arhitekture, kao što su i majstori obrade srebra radije oponašali antičko posuđe nego sami stvarali: "umjetnici i zanatlije ... izgleda da su doživljavali gotovo perverzni užitak u prebacivanju motiva iz jednog medija u drugi".
Od 1800. došlo je do novog utjecaja, pogotovo u tehnikama bakropisa i gravura, poznatog kao grčki preporod koji je kao primjer uzeo elemente grčke arhitekture i dao novi svježi impuls neoklasicizmu. Istovremeno se stil ampir etablirao kao najgrandiozniji oblik neoklasicističke arhitekture i dekorativnih umjetnosti. Inspiriran uglavnom umjetnošću Antičkog Rima, ampir stil je postao dominantan za vladavine Napoleona Bonapartea za Prvog Francuskog Carstva, i imao je ulogu idealizacije Napoleona i Francuske države. Ampir se podudara s više buržujskim stilom bidermajer u zemljama njemačkog govornog područja, federalnim stilom u Sjedinjenim Američkim Državama, regency stilom u Britaniji i Napoleonstil u Švedskoj. Prema povjesničaru umjetnosti Hughu Honouru "daleko od toga, kao što je trebao biti, vrhunac neoklasicističkog pokreta, stil ampir označava brzo propadanje i još jednu transformaciju u puko kopiranje antike, ispražnjen od svih veleumnih ideja i uvjerenja koje su inspirirale antička remek-djela". Ranija faza stila naziva se stil "Adam" u Velikoj Britaniji i stil "Luj XVI" u Francuskoj.
Neoklasicizam je nastavio biti dominantan u akademskoj umjetnosti kroz cijelo 19. stoljeće i kasnije, u stalnoj antitezi s romantizmom i neogotikom. Od kasnog 19. stoljeća mnogi uvaženi kritičari doživljavali su neoklasicizam kao antimoderan i reakcionaran stil. Centri mnogih europskih gradova, kao npr. Sankt Peterburg i München, počeli su nalikovati na muzeje neoklasične arhitekture.
Arhitektura neogotike (često povezana s kulturnim pokretom romantizma), pojavila se u 18. stoljeću i postala vrlo popularna kroz 19. stoljeće i otvoreno se protivila normama neoklasicizma. Dok je neoklasicizam karakterizirala inspiracija umjetnošću Antičke Grčke i Rima, geometrijske linije i red, neogotika je davala naglasak na srednjovjekovni izgled građevina, često izgrađene tako da imaju rustikalan "romantični" izgled.
- zlatni držač za jaja u stilu gout Grec (grčkom stilu), Pariz 1762.-1763.
- Stol u stilu Ampir
- Vaza Wedgwood u stilu grčkih antičkih vaza, oko 1815.
- Posuda za umak u stilu Ampir, porculan iz Sèvresa, 1809.–1810.

## Neoklasični vrt
U Engleskoj, augustovska književnost imala je direktnog pandana s augustovskim stilom dizajna krajolika. Veze su bile jasno vidljive u djelima Alexandera Popea. Najbolji preostali primjeri neoklasičnih engleskih vrtova su Chiswick House, Stowe House i Stourhead.

## Neoklasicizam i moda
Modu je za vrijeme neoklasicizma karakterizirala veća jednostavnost ženske odjeće i dugotrajna zaokupljenost bijelom bojom, još mnogo prije Francuske revolucije, ali tek nakon iste su minuciozni pokušaji imitiranja antičkog stila postali pomodni u Francuskoj, bar što se tiće ženske odjeće. Antičku nošnju su odavno nosile žene koje su slijedile modu dok su u portretima pozirale "kao" likovi iz starogrčkih i starorimskih mitova (kao model za portrete u 1780-ima posebno je bila tražena mlada Emma Hamilton), ali ovi kostimi su se nosili samo za potrebe slikanja portreta ili maskenbala sve de razdoblja Revolucije. Međutim modni stil prisutan u portretima Juliette Récamier, Joséphine de Beauharnais, Thérése Tallien i ostalih pariških modnih poznavateljica bile su namijenjene i nošenju u javnosti. Vidjevši gospođu Mme Tallien u kazalištu, Charles Maurice de Talleyrand se ovako našalio: "Il n'est pas possible de s'exposer plus somptueusement!" ("Nitko ne može biti tako raskošno razodjeven"). Godine 1788., neposredno prije Revolucije, dvorski portretist Louise Élisabeth Vigée Le Brun je organizirao "grčku večeru" gdje su dame odijevale jednostavne bijele "grčke" tunike. Kraće klasične frizure, ako je moguće s uvojcima, postale su manje kontroverzne i vrlo su se brzo proširile, a kosa se više nije pokrivala ni izvan kuće, osim kod večernje odjeće s kojom se u pravilu nosio ženski šešir. Za vezanje ili ukrašavanje kose često su se koristile uske trake koje su oponašale grčki stil.
Vrlo lagana i široka odjeća, uglavnom bijele boje i često sa skandalozno razgolićenim rukama, išla je od gležnja do neposredno ispod prsa, gdje se prijelaz jako naglašavao trakama oko cijelog tijela, često u različitoj boji. Ovaj oblik se danas često naziva "ampir silueta", iako je njena pojava prethodila Napoleonovo Prvo Francusko Carstvo, ali je prva carica Joséphine de Beauharnais značajno utjecala u njegovu širenju Europom. U hladnijem razdoblju se nosio dugi pravokutni šal ili ogrtač, vrlo često potpuno crvene boje, u portretima i s ukrašenim rubovima, koji se motao oko struka i prsa, što je favoriziralo izvaljeni poluležeći položaj. Početkom 19. stoljeća ovi su se modni stilovi proširili diljem Europe.
Neoklasicistička moda za muškarce bila je problematičnija i nikad se nije uistinu odrazila na ništa drugo osim kose, gdje se nametnuo običaj kraćih frizura i prekinuo običaj korištenja perika, kasnije i bijelog pudera za mlade muškarce. Hlače su bile simbol barbarstva u doba antičkih Grka i Rimljana, ali izvan slikarskih i pogotovo kiparskih ateljea, vrlo je malo muškaraca bilo voljno napustiti ih. Dapače, ovaj je period donio pobjedu pravih hlača u odnosu na cullottes ili hlača koje su završavale ispod koljena tipičnih za Ancien Régime. Čak kad je David 1792. na zahtjev vlade dizajnirao novo francusko "nacionalno ruho" na krilima revolucionarnog entuzijazma za potpunom promjenom, osmislio je prilično uske tajice ispod kaputa koje su završavale iznad koljena.  Veliki broj mladih ljudi proveo je mnogo vremena u vojnoj službi za izbijanja Francuskih revolucionarnih ratova, a vojne uniforme tog doba davale su veliki naglasak na jakne koje su bile kratke u prednjem dijelu i potpuno otkrivale usko pripijene hlače. Vojnici su obično nosili uniformu i izvan službe radi podizanja prestiža, što je uvelike utjecalo na mušku modu tog doba.
Umjetnici i kritičari umjetnosti prepoznali su problem uskih nogavica kao branu u stvaranju suvremene povijesne umjetnosti, pošto su ih smatrali nepopravljivo ružnima i neherojskima. Kako bi se izbjegao njihov prikaz u modernim prizorima koristili su se različiti trikovi. Na slici James Dawkins i Robert Wood otkrivaju ruševine Palmire (1758.) slikara Gavina Hamiltona, dvoje istraživača prikazana su u arapskoj nošnji sličnoj togama. U Watson i morski pas (1778.) američkog slikara Johna Singletona Copleya, glavni je lik prikazan gol, a od svih ostalih osam muških likova na slici samo se jednom vidi jedna noga s podrapanim hlačama. Međutim drugi američki slikari kao Benjamin West i drugi uspješno su dokazali da se tajice mogu prikazati i u herojskim scenama, kao u Westovom djelu Smrt generala Wolfea (1770.) i Copleyevoj slici Smrt majora Peirsona, 6. siječnja 1781. (1783.). Prikaz tajica je, međutim, pažljivo izbjegnut u slici Splav Meduze završenoj 1819.
Muška frizura inspirirana klasikom proširila se kao imitacija frizure koju je osmislio radikalistički političar Francis Russell, 5. vojvoda od Bedforda kao protest protiv poreza na puder za kosu. Poticao je svoje prijatelje da i oni prihvate taj stil tako što se kladio s njima da se oni neće usuditi to učiniti. Još jednoj utjecajnoj frizuri tog doba Francuzi su dali ime titus po rimskom caru Titu, kopirajući je iz bista s njegovim likom, koja je predviđala kratku ravnu kosu ali malo podignutu u obliku krune, često s uvojcima koje vise prema dolje. Varijante takve frizure mogu se vidjeti u umjetničkim prikazima Napoleona i Đura IV. Smatra se da je ovaj stil proširio glumac François-Joseph Talma zajedno s drugim glumcima u kazališnim prikazima djela kao što je Voltaireov Brutus u kojima su nosili perike s titus frizurom. Godine 1799. pariški modni časopis napisao je da bi čak i ćelavi ljudi morali usvojiti titus perike, a stil se potom proširio i na žensku modu. Godine 1802. ženski je časopis Journal de Paris napisao da "više od polovice elegantnih dama nosi frizure ili perike à la Titus.
- James Dawkins i Robert Wood otkrivaju ruševine Palmire, Gavin Hamilton (1758.)
- Madame Raymond de Verninac u odjeći i na stolici u stilu Directoire. Jacques-Louis David, "godina 7.", što je 1798.-1799.
- Portret Madame Récamier, Jacques-Louis David, 1800.
- Princeza Elizabeta Alekseevna (Louisa od Badena), 1802.

## Kasniji "neoklasicizmi"
U američkoj arhitekturi, neoklasicizam je bio jedan izraz američkog renesansnog pokreta, od 1890. do1917. Njegova posljednja manifestacija bila je u vidu Beaux-Arts arhitekture, a njegovi posljednji, veliki javni projekti bili su Lincolnov memorijal (vrlo kritiziran u to vrijeme), Nacionalna galerija umjetnosti u Washingtonu (također vrlo kritizirana od strane arhitektonske zajednice kao nazadna po razmišljanju i staromodna u dizajnu) i Rooseveltov memorijal Američkog prirodoslovnog muzeja. Kada su završeni, smatrani su stilističkim anakronizmima. U britanskoj Indiji, monunmentalno gradsko planiranje za New Delhi sir Edwina Lutyensa označava slavan zalazak sunca za neoklasicizam. Drugi svjetski rat srušio je čežnju za mitskim, herojskim vremenima, kao i njihovo imitiranje.
Konzervativni modernistički arhitekti poput Augustea Perreta u Francuskoj zadržali su ritam i razmještaj stupolike arhitekture čak i u tvorničkim građevinama. Gdje bi kolonada bila osuđena kao "reakcionarna," pilastarske naborane ploče ispod repetitivnog friza građevine izgledale su "progresivno." Pablo Picasso je eksperimentirao s motivima koji su se povinovali principima klasicizma u godinama koje su uslijedile nakon Prvog svjetskog rata, a Art Deco stil koji je došao do izražaja nakon Exposition des Arts Décoratifs 1925. u Parizu često je koristio neoklasične motive izražavajući ih otvoreno: ozbiljne, kockaste komode E. J. Ruhlmanna ili Sue et Marea; svježi, izuzetno niskoreljefni frizovi gospođica i gazela u svakom medijumu; moderne haljine koje su ogrnute ili izrezane ukoso kako bi se ponovo stvorile grčke linije; umjetnički ples Isadore Duncan; Streamline Moderne stilsko oblikovanje američkih poštanskih ureda i okružnih zgrada suda sagrađenih tek 1950. godine; i Rooseveltovih deset centi.
U 20. stoljeću postojao je čitav pokret u umjetnostima koji se također nazivao neoklasicizam. Obuhvaćao je glazbu, filozofiju i književnost. Trajao je između kraja Prvog svjetskog rata i kraja Drugog svjetskog rata.
Taj književni neoklasički pokret odbacio je ekstremni romantizam (na primjer) dade, u korist uzdržanosti, religije (naročito kršćanstva) i reakcionarnog političkog programa. Iako je temelje za taj pokret u engleskoj književnosti postavioT. E. Hulme, najpoznatiji neoklasičari bili su T. S. Eliot i Wyndham Lewis. U Rusiji, pokret se kristalizirao već 1910. pod nazivom akmeizam, sa  Anom Ahmatovom i Osipom Mandeljštamom kao vodećim predstavnicima.

### Glazba
Neoklasicizam u glazbi je pokret koji se javio tek u 20. stoljeću. U ovom je slučaju došlo do obnove klasicističke glazbe s kraja 18. stoljeća i početka 19. stoljeća, a ne muzike antičkog svijeta. U konačnici to je bila reakcija na njemački modernizam, koji se javio u prvoj polovici 20. stoljeća. Bio je to antiprogresivni, antiindustrijski i antiinovativni muzički stil. Cijeli pravac bio je inspiriran onim skladateljma koji su tvrdili da je čovjek inherentno "dijatoničan" i "tonalan". Bila je to sušta suprotnost naglašeno modernističkim pravcima koji su se razvijali u to doba, poput dodekafonije. Skladatelji neoklasicizma su se okretali ranijim kompozitorima prilikom traganja za utjecajem. Iako praksa posuđivanja muzičkih stilova iz prošlosti nije bila nepoznata u povijesti glazbe, većinom se tu radilo o kombiniranju novih tehnika sa starim harmonijama kako bi se stvorila nova djela. Najvažnije odlike glazbenog neoklasicizma su povratak tonalitetu i konvencionalnim formama (plesne suite, concerti grossi, sonatne forme, etc.), povratak ideji apsolutne glazbe, korištenje laganih muzičkih tekstura i konciznost glazbene ekspresije. U klasičnoj glazbi, ovaj je pravac bio najizraženiji između 1920-ih i 1950-ih. Igor Stravinski je danas najpoznatiji kompozitor koji je skladao u ovom stilu. Glazbenu revoluciju efektivno je započeo svojim Oktetom za puhačke instrumente (1923.), komponiranim u Bachovom stilu. Još jedno značajno neoklasicističko djelo je i Prokofjevljeva Klasična simfonija br. 1 u D-duru, koja podsjeća na simfonijska djela Haydna ili Mozarta. Značajan doprinos pravcu, barem u svojim ranijim radovima, dao je i Dmitrij Šostakovič. Neoklasicistički balet nastaje u istom razdoblju, a za cilj je imao dovesti u red ruski imperijalni stil u smislu koraka i priče, ali uz zadržavanje tehničkih inovacija.

### Arhitektura u Rusiji i Sovjetskom Savezu
Između 1905. i 1914. ruska je arhitektura prošla kroz kratak, ali utjecajan period neoklasičkog preporoda. Taj je trend započeo s ponovnom uporabom carskog stila aleksandrinskog perioda i ubrzo se proširio u mnogo neorenesansnih, paladijanističkih i moderniziranih, ali prepoznatljivih klasičnih škola. Vodili su ih arhitekti rođeni 1870-ih, koji su postigli stvaralački vrhunac prije Prvog svjetskog rata, kao što su Ivan Fomin, Vladimir Šuko i Ivan Žoltovski. Kada se tijekom 1920-ih ekonomija oporavila, ti arhitekti i njihovi sljedbenici nastavili su raditi u prevashodno modernističkoj okolini. Neki (Žoltovski) su strogo slijedili klasički kanon, ostali (Fomin, Šuko, Ilja Golosov) su razvili vlastite modernizirane stilove.
Uz ograničavanje neovisnosti arhitekata i službeno odbijanje modernizma (1932), što je demonstrirano međunarodnim takmičenjem za Palaču Sovjeta, neoklasicizam je odmah promoviran kao jedan od izbora u staljinističkoj arhitekturi, iako ne kao jedini. Koegzistirao je s umjereno modernističkom arhitekturom Borisa Iofana, graničeći s tadašnjim Art Deco stilom (Šuko). Opet, najčišće primjere tog stila stvorila je Žoltovskijeva škola, koja je ostala izoliran fenomen. Politička intervencija bila je katastrofa za konstruktivističke vođe, ali je za arhitekte klasičkih škola bila dobrodošla.
Neoklasicizam je bio jednostavan izbor za SSSR budući da se nije oslanjao na moderne tehnologije za izgradnju (čelični okvir ili armirani beton) i mogla se reproducirati tradicionalnim zidarstvom. Tako su dizajni Žoltovskija, Fomina i ostalih starih majstora lako mogli replicirati u udaljenim gradovima i uz strogo racioniranje materijala. Napredovanje tehnologije građenja nakon Drugog svjetskog rata omogućilo je staljinističkim arhitektima da se upuste u izgradnju nebodera, iako u stilističkom smislu ti neboderi (uključujući "izvezenu" arhitekturu Palače kulture i znanosti u Varšavi i šangajskog Međunarodnog kongresnog centra) imaju malo zajedničkog s klasičkim modelima. Neoklasicizam i neorenesansa održali su se u manje zahtjevnim stambenim i poslovnim projektima do 1955. godine, kada je Nikita Hruščov zaustavio skupu staljinističku arhitekturu.

### Arhitektura u 21. stoljeću
Nakon pauze tijekom razdoblja dominacije moderne arhitekture (otprilike nakon 2. svjetskog rata da 1980-ih), neoklasicizam je djelomično oživio.
Do prvog desetljeća 21. stoljeća, suvremena neoklasična arhitektura se obično klasificira pod općim terminom Nova klasična arhitektura. Ponekad se također naziva i neohistoricizam ili tradicionalizam. Također, mnogi primjeri postmoderne arhitekture inspirirani su ili eksplicitno se odnose prema neoklasicizmu kao što su distrikt Antigone u Parizu ili Katalonski nacionalni teatar u Barceloni. U postmodernoj arhitekturi ponekad su prisutni klasični elementi kao što su stupovi, kapiteli ili timpanon.
Pojam tradicionalna ili vernakularna arhitektura se uglavnom koristi za pravi tradicionalni arhitektonski stil koji se drži tradicije regionalne arhitekture u materijalima i tehnici građenja. Nagrada Driehaus se dodjeljuje arhitektima najznačajnijih djela na području tradicionalne i klasične arhitekture 21. stoljeća, s dvostruko većom novčanom nagradom od "modernističke" Nagrade Pritzker.
U Sjedinjenim Američkim Državama mnogi suvremeni javni objekti izgrađeni su u neoklasičnom stilu, značajan primjer iz 2006. je Simfonijski centar Schermerhorn u Nashvilleu.
U Ujedinjenom Kraljevstvu su mnogi arhitekti radili u neoklasicističkom stilu. Najpoznatiji primjeri njihovih radova su dvije sveučilišne knjižnice: knjižnicaa Quinlan Terry i Maitland Robinson u Downing Collegeu i knjižnica Sackler arhitekta Roberta Adama.

## Poveznice
- Ampir
- Klasicizam
- Neoklasicizam u Hrvatskoj
- Nova klasična arhitektura
- Stil Directoire
- Federalna arhitektura
- Nacistička arhitektura
- Socijalistički klasicizam

## Vanjske poveznice
- Neoklasicizam na Znanje.org
- Neoklasicizam na "History of Art" (engl.)  Arhivirana inačica izvorne stranice od 26. siječnja 2021. (Wayback Machine)
- Neoclassicism in the "History of Art"  Arhivirana inačica izvorne stranice od 26. siječnja 2021. (Wayback Machine)
- Neoclassicism Style Guide. British Galleries. Victoria and Albert Museum. Inačica izvorne stranice arhivirana 3. kolovoza 2012. Pristupljeno 17. srpnja 2007.
- Neo-classical drawings in the Flemish Art Collection  Arhivirana inačica izvorne stranice od 27. prosinca 2008. (Wayback Machine)
- 19th Century Sculpture Derived From Greek Hellenistic Influence: Jacob Ungerer
- The Neoclassicising of Pompeii  Arhivirana inačica izvorne stranice od 14. kolovoza 2011. (Wayback Machine)